# Twardzioszek szczypiorkowy
Twardzioszek szczypiorkowy (Mycetinis prasiosmus (Fr.) R.H. Petersen) – gatunek grzybów należący do rodziny Omphalotaceae. 

## Systematyka i nazewnictwo
Pozycja w klasyfikacji według Index Fungorum: Mycetinis, Omphalotaceae, Agaricales, Agaricomycetidae, Agaricomycetes, Agaricomycotina, Basidiomycota, Fungi.
Po raz pierwszy takson ten zdiagnozował w 1818 r. Elias Fries nadając mu nazwę Agaricus prasiosmus. Obecną, uznaną przez Index Fungorum nazwę nadał mu w 2017 r. Ronald H. Petersen przenosząc go do rodzaju Mycetinis.
Synonimy naukowe:
- Agaricus prasiosmus Fr. 1818
- Chamaeceras prasiosmus (Fr.) Kuntze 1898
- Marasmius prasiosmus (Fr.) Fr. 1838
- Mycena prasiosmus (Fr.) P. Kumm. 1871

Nazwę polską podali Barbara Gumińska i Władysław Wojewoda w 1985 dla synonimu Marasmius prasiosmus. Nie jest spójna z nową nazwą naukową.

## Morfologia
Saprotrof wytwarzający owocniki z brązowawym (o lekko czerwonawym odcieniu), blaknącym, higrofanicznym, nieco żłobkowanym i prześwitującym kapeluszem (średnicy przeważnie 2–3 cm) o blaszkowatym hymenoforze na spodzie. Blaszki mają brudnobiaławe zabarwienie, regularną tramę, są dość gęsto rozstawione i przyczepione do ciemnobrązowego (jaśniejszego przy kapeluszu), oszronionego trzonu. Charakterystyczną cechą Marasmius prasiosmus jest piekący smak i silna woń czosnku.

## Występowanie i siedlisko
Notowany jest w Europie, Ameryce Północnej, Maroku, Japonii i Korei. W Polsce niezbyt częsty, ale nie jest zagrożony.
Gatunek ten występuje w lasach liściastych, często pod dębami, na wapiennych glebach. Owocniki wytwarza w październiku i listopadzie, nie są one toksyczne dla człowieka.